# Crossville (Alabama)
Crossville és una població dels Estats Units a l'estat d'Alabama. Segons el cens del 2000 tenia 1.431 habitants.

## Demografia
Segons el cens del 2000, Crossville tenia 1.431 habitants, 539 habitatges, i 365 famílies. La densitat de població era de 91,8 habitants/km².
Dels 539 habitatges en un 33,4% hi vivien nens de menys de 18 anys, en un 53,2% hi vivien parelles casades, en un 10% dones solteres, i en un 32,1% no eren unitats familiars. En el 30,6% dels habitatges hi vivien persones soles el 14,7% de les quals corresponia a persones de 65 anys o més que vivien soles. El nombre mitjà de persones vivint en cada habitatge era de 2,42 i el nombre mitjà de persones que vivien en cada família era de 3,04.
Per edats la població es repartia de la següent manera: un 23,5% tenia menys de 18 anys, un 7,3% entre 18 i 24, un 27,8% entre 25 i 44, un 20% de 45 a 60 i un 21,5% 65 anys o més.
L'edat mediana era de 40 anys. Per cada 100 dones hi havia 81,6 homes. Per cada 100 dones de 18 o més anys hi havia 76,9 homes.
La renda mediana per habitatge era de 31.394 $ i la renda mediana per família de 44.667 $. Els homes tenien una renda mediana de 27.708 $ mentre que les dones 20.461 $. La renda per capita de la població era de 14.326 $. Aproximadament l'11% de les famílies i el 15,2% de la població estaven per davall del llindar de pobresa.

## Poblacions properes
El següent diagrama mostra les poblacions més properes.